# Krasińscy z Krasina

Ślepowron herb Krasińskich

Krasińscy z Krasina – rodzina szlachecka wywodząca się z miejscowości Krasino w powiecie sierpeckim używająca herbu Ślepowron i – prawdopodobnie – utożsamiająca się z bardziej znanyn rodem Krasińskich z Krasnego.
W 1414 Marcin i Niemir z Krasina uzyskali prawo chełmińskie dla tej wsi. W 1577 miejscowość należała do Marcina i Piotra.
W 1746 mieszkał w płockiem Dominik Piotr Krasiński należący do tego rodu. W połowie XVII w. Krasin należał do Jana, syna Piotra, który był żonaty z Marianną Dobrzyniecką. Ich dzieci byli Tomasz i Benedykt, którzy w 1800 sprzedali Krasin Łukowskiemu.
Do tej rodziny należeli: Tomasz, żonaty z Katarzyną Kisielewską, oraz Jakub (ur. w Krasinie 1776), który poślubił Salomeę Suską. Ich synem był Antoni (ur. 1810), właściciel Jasionki. W 1832 poślubił Józefę Żółtowską. Ich synami byli: Piotr (ur. 1833), Karol (ur. 1838) oraz Franciszek Władysław (ur. 1852).